# Rancho Nuevo, La Perla
Rancho Nuevo är en ort i Mexiko.   Den ligger i kommunen La Perla och delstaten Veracruz, i den sydöstra delen av landet, 210 km öster om huvudstaden Mexico City. Rancho Nuevo ligger 2 786 meter över havet och antalet invånare är 348.
Terrängen runt Rancho Nuevo är kuperad åt sydost, men åt nordväst är den bergig. Runt Rancho Nuevo är det ganska tätbefolkat, med 199 invånare per kvadratkilometer. Närmaste större samhälle är Palmira, 16,9 km sydost om Rancho Nuevo. I omgivningarna runt Rancho Nuevo växer huvudsakligen savannskog.